# Колбушова
Колбушо̀ва (на полски: Kolbuszowa) е град в Югоизточна Полша, Подкарпатско войводство. Административен център е на Колбушовски окръг, както и на градско-селската Колбушовска община. Заема площ от 7,94 км2.

## Население
Според данни от полската Централна статистическа служба, към 1 януари 2014 г. населението на града възлиза на 9 329 души. Гъстотата е 1 175 души/км2.